# Endecous betariensis
Endecous betariensis är en insektsart som beskrevs av De Mello och Pellegatti-franco 1998. Endecous betariensis ingår i släktet Endecous och familjen syrsor. Inga underarter finns listade i Catalogue of Life.